# The Good Times
The Good Times è il terzo album in studio, il primo per una major, del rapper e cantante statunitense Afroman, pubblicato nel 2001, contenente alcune tracce tratte dalle sue prime due pubblicazioni indipendenti.

## Tracce
1. Because I Got High (Radio Edit) - 3:20
2. Crazy Rap - 5:55
3. She Won't Let Me Fuck - 6:03
4. Hush - 4:42
5. Tumbleweed - 5:23
6. Let's All Get Drunk - 5:54
7. Tall Cans - 7:14
8. Palmdale - 6:42
9. Mississippi - 5:34
10. The American Dream - 2:53

Traccia fantasma
1. Because I Got High (Extended Version) - 5:13